# The Story on Page One
The Story on Page One («История для первой полосы») — девятнадцатая серия второго сезона мультсериала «Гриффины». Премьерный показ состоялся 18 июля 2000 года на канале FOX. В России премьерный показ состоялся 24 июля 2002 года на канале Рен-ТВ.

## Сюжет
При посещении Брауновского университета (альма-матер Брайана) Мег понимает, что она недостаточно активна во внеклассной деятельности, и поэтому решает заняться написанием статей для школьной газеты. Первый труд Мег — интервью с мэром Куахога Адамом Вестом о его растрате бюджетных средств на расследование дела «о краже воды» (money-wasting investigation on water «theft»). Питер считает, что история будет неинтересной читателям, поэтому он меняет её на заметку, в которой утверждается, что Люк Перри — гей. Прочитав статью, Перри подаёт в суд на Гриффинов за клевету.
Мег разочарована, но отец обещает подтвердить «истинность» своей заметки, поэтому он пытается запечатлеть на фото, что Люк Перри и вправду гей. Однако Люк не поддаётся на «соблазны» Питера. В конце концов, Питер признаётся Люку, что он делает и зачем, и тот решает снять с Гриффинов все обвинения с условием, что Мег возьмёт у него настоящее интервью.
Чуть позднее можно увидеть, что Люк Перри лежит в одной постели с мэром Адамом Вестом, который соглашается заняться с ним любовью, только если тот перестанет красть его воду (will have sex with Perry only if he would stop stealing his water). Перри соглашается, хотя и понятия не имеет, о чём говорит мэр.
Тем временем Стьюи в очередной раз пытается убить свою мать, помещая своё изобретение — гипнотический аппарат (mind control device) — на голову брата, но происходит короткое замыкание (от включённой микроволновки), и Крис едва не убивает самого Стьюи.

## Создание
Автор сценария: Крейг Хоффман.
Режиссёр: Гэвин Делл.
Приглашённые знаменитости: Мэри Бергман и Люк Перри (камео).